# Belagerung von Rhodos (1444)
Die Belagerung von Rhodos, der Hauptstadt und wichtigsten Festung des Johanniterordens, dauerte von 10. August bis 18. September 1444. Ein Expeditionskorps des ägyptischen Mamlukensultanats versuchte 40 Tage lang vergeblich, die Stadt in seinen Besitz zu bringen. Während dieser Zeit erlitten nicht nur die Befestigungen der Stadt Rhodos schwere Schäden durch die mamlukische Belagerungsartillerie, sondern auch andere Orte und die Güter der Insel wurden durch mamlukische Raids in Mitleidenschaft gezogen.

## Ausgangslage
Nachdem sich die Johanniter 1309 auf Rhodos etabliert hatten, entwickelte sich die Insel sukzessive zu einem neuen Zentrum der maritimen Aktivitäten nicht nur des Ordens, sondern auch anderer Akteure, welche die Insel als Stützpunkt nutzen durften. Primär ging es ihnen allen dabei um die unter dem Deckmantel des Glaubenskampfes durchgeführte Aufbringung von muslimischen Handelsschiffen – und damit um Akte, die von den muslimischen Mächten im östlichen Mittelmeer als Piraterie angesehen wurden. Die Johanniter weiteten ihren Machtbereich zudem konsequent auf Kosten der muslimischen Anrainerstaaten aus und beteiligten sich auch an den Aktivitäten anderer Mächte, wie das beispielsweise beim Kreuzzug gegen Alexandria 1365 der Fall war. 
Die fortwährenden Übergriffe der Franken – so die Bezeichnung der Muslime für die europäischen Kreuzfahrer – gegen die Handelsschiffe seines Reiches veranlassten schließlich den Mamlukensultan Dschakmak (reg. 1438–1453) die Bedrohung, die von der Insel ausging, durch ihre Eroberung zu beseitigen. Dem dazu 1440 vorgenommenen Vorstoß blieb der Erfolg aber ebenso versagt, wie einem drei Jahre später erneut durchgeführten Flottenzug samt Anlandung eines Belagerungskorps. Daher entschloss sich Dschakmak zur Durchführung eines dritten Feldzugs gegen Rhodos.

## Ablauf
Eine von Emir Ināl al-'Alā'ī kommandierte Streitmacht, der auch andere Würdenträger in leitenden Funktionen angehörten und die sich aus den Mamluken des Sultans und Freiwilligen zusammensetzte, sammelte sich im Juli 1444 nahe Kairo. Von dort segelte sie nach Damiette und weiter nach Tripoli. Dort wurde ein Truppenkontingent aus Syrien an Bord genommen.
Das rund 18.000 Mann zählende mamlukische Expeditionskorps erschien am 10. August, dem Tag des Heiligen Laurentius, vor der Insel, landete schließlich nahe der Stadt Rhodos und begann mit ihrer Belagerung. Dabei kamen Ballisten ebenso zum Einsatz wie Bombarden und andere Geschütztypen. Diese richteten während der 40 Tage dauernden Belagerung zwar schwere Schäden an den Stadtbefestigungen an, doch vermochten sie den Mamluken nicht zum Eindringen in die Stadt zu verhelfen. Immer wieder gelang es den Verteidigern durch Ausfälle den Belagerern Verluste und Schäden zuzufügen. Eine zur See durchgeführte rhodische Attacke auf ihre Schiffe konnten wiederum die Mamluken abwehren. Angesichts des anhaltenden Widerstands der Ordensritter und der rhodischen Bevölkerung sowie der fortgeschrittenen Jahreszeit entschlossen sich die mamlukischen Kommandeure letztlich zum Abbruch der Belagerung und segelten nach Ägypten zurück, wo sie im Oktober wieder eintrafen.

## Folgen
Die während der Belagerung von mamlukischen Streifscharen durchgeführten Raids hatten nicht nur zum Verlust von Eigentum und Gütern aller Art geführt, sondern auch Menschenleben gefordert. Dazu kamen teils massive Zerstörungen an Bausubstanz, vor allem an den Befestigungsanlagen der Stadt Rhodos. Da während der Belagerung auch die Schwächen der Stadtbefestigung offensichtlich geworden waren, veranlasste Ordensgroßmeister Jean de Lastic (reg. 1437–54) ihre massive Verstärkung. Besondere Priorität erhielt in diesem Zusammenhang der Schutz des Hafens durch entsprechende fortifikatorische Maßnahmen.
Das Mamlukensultanat erneuerte nach dem Angriff von 1444 ein bereits zuvor abgeschlossenes Friedensabkommen mit dem Orden. Zu einer weiteren Flottenunternehmung gegen Rhodos sollte es danach nicht mehr kommen, da das Mamlukenreich in der zweiten Hälfte des 15. Jahrhunderts eine wirtschaftliche und soziale Krise durchmachte. Daher stellte es fortan keine weitere Gefahr mehr für den Orden dar. An seine Stelle trat mit dem aufstrebenden Osmanischen Reich aber ein weit mächtigerer und auch geografisch näher liegender Feind, dem es letztlich – nach einer gescheiterten Belagerung 1480 – im Jahr 1522 gelingen sollte, Rhodos in seine Gewalt zu bringen.